# Nowa henerazija
Die Nowa henerazija (ukrainisch: Нова генерація; "Neue Generation") war eine Gruppe von ukrainischen Futuristen. Sie bestand von 1927 bis 1931 und wurde in Charkiw gegründet. Die Gruppe brachte eine literarische Zeitschrift mit dem gleichen Titel heraus, die ein wichtiges Organ für die ukrainische Avantgarde war.

## Geschichte
Von 1921 bis 1925 gab es in der Ukraine einen regen Kunstbetrieb. Dieser war durch eine Ukrainisierung, Liberalisierung und marktwirtschaftliche Ansätze gekennzeichnet. Die ukrainische Sprache erhielt eine Aufwertung und insgesamt wurden verschiedene Nationalkulturen der Sowjetunion stärker gefördert.
Die Nova Generatsiia wurde hauptsächlich von ehemaligen Mitglieder der Vereinigung der Panfuturisten gegründet, darunter Mychajlo Semenko, Geo Shkurupiy, Oleksii Poltoratsky, A. Chuzhy und Mykola Skuba. 1929 benannte sich die Gruppe in Allukrainischer Verband der Arbeiter der kommunistischen Kultur um, ab 1930 nannten sie sich Bund der proletarischen Schriftsteller der Ukraine. 1931 erfolgte eine erzwungene Auflösung. Nach der kurzen Zeit der Liberalisierung erfolgte eine verstärkte Verfolgung von modernistischen Künstlern. Auch andere literarische Gruppierungen wie WAPLITE mussten sich unter politischem Druck auflösen. Die meisten Mitglieder der Nova Generatsiia wurden während des stalinistischen Terrors hingerichtet. Einige wenige, wie Poltoratsky, gaben dem Druck nach und schlossen sich der Parteilinie an.
Die kurze Zeit, in der die Nova Generatsiia bestand, markiert den Höhepunkt des ukrainischen Futurismus. Die Futuristen wurden oftmals wegen ihrer linken Politik kritisiert. Vor allem von ihren Zeitgenossen wurden sie geschmäht, insbesondere von der Russischen Assoziation proletarischer Schriftsteller (RAPP). Später wurde ihre Rolle bei der Etablierung der ukrainischen Kunst als unabhängige und moderne Institution anerkannt. Die Zeitschrift der Gruppe war die letzte in der Ukraine, die den Forderungen der Kommunistischen Partei nachgab, als diese in der zweiten Hälfte der 1920er Jahre versuchte, die Kunst zu homogenisieren.

## Zeitschrift
Zwischen Oktober 1927 und Dezember 1930 publizierten die Mitglieder der Nova Generatsiia in Charkiw eine literarische Zeitschrift, die den gleichen Titel trug. Herausgeber war Mychajlo Semenko. Zu den häufigsten Autoren zählen Amwrossi Butschma, Oleksa Vlyzko, Hryhorii (Heo) Koliada, Favst Lopatynski, Semen Skljarenko, Kost Burewij, Leonid Skrypnyk und Leonid Chernov. Insgesamt erschienen 36 Ausgaben.
Inhaltlich befasste sich die Nova Generatsiia mit der proletarischen Kultur sowie mit dem Internationalismus. Die Literaten streben nach einer stärkeren Orientierung an zeitgenössische Strömungen aus dem Westen sowie nach einer Modernisierung der ukrainischen Literatur. Die Gruppe glaubte daran, dass ein Ende der bürgerlichen Kunst und eine Periode der Zerstörung notwendig seien, um ein Zeitalter der Synthese und die Schaffung einer völlig neuen und revolutionären Kunstform herbeizuführen. Dazu setzten sie sich vor allem mit dem Futurismus, aber auch anderen Avantgarde-Strömungen auseinander, darunter auch mit der Malerei und Architektur, dem Industriedesign und der Stadtplanung.
Die Zeitschrift veröffentlichte progressive Literatur, nicht nur aus der Ukraine, sondern auch aus anderen Teilen der Sowjetunion. Zudem repräsentierten sie europäische Strömungen und Künstler, darunter etwa Guillaume Apollinarie, Laszlo Moholy-Nagy und Herwarth Walden. Auch der deutsche Expressionismus und die Bauhaus-Bewegung fanden in der Zeitschrift ihren Platz.
Dass die ukrainische Orthografie in den 1920er Jahren einem ständigen Wandel unterlag, bezeugt auch die Schreibweise der Zeitschrift. Während sie auf früheren Covern Nova Heneratsiia geschrieben wurde, findet sich auf späteren Ausgaben die Schreibweise Nova Generatsiia. Dasselbe gilt auch für die Namen der Autoren, die in unterschiedlichen Schreibweisen vorliegen.